# یوری نوگوچی
یوری نوگوچی (انگلیسی: Yuri Noguchi؛ زادهٔ ۲۴ دسامبر ۱۹۹۲) صداپیشه اهل ژاپن است.